# Địa vị tự quản của Giáo hội Chính thống giáo Ukraina

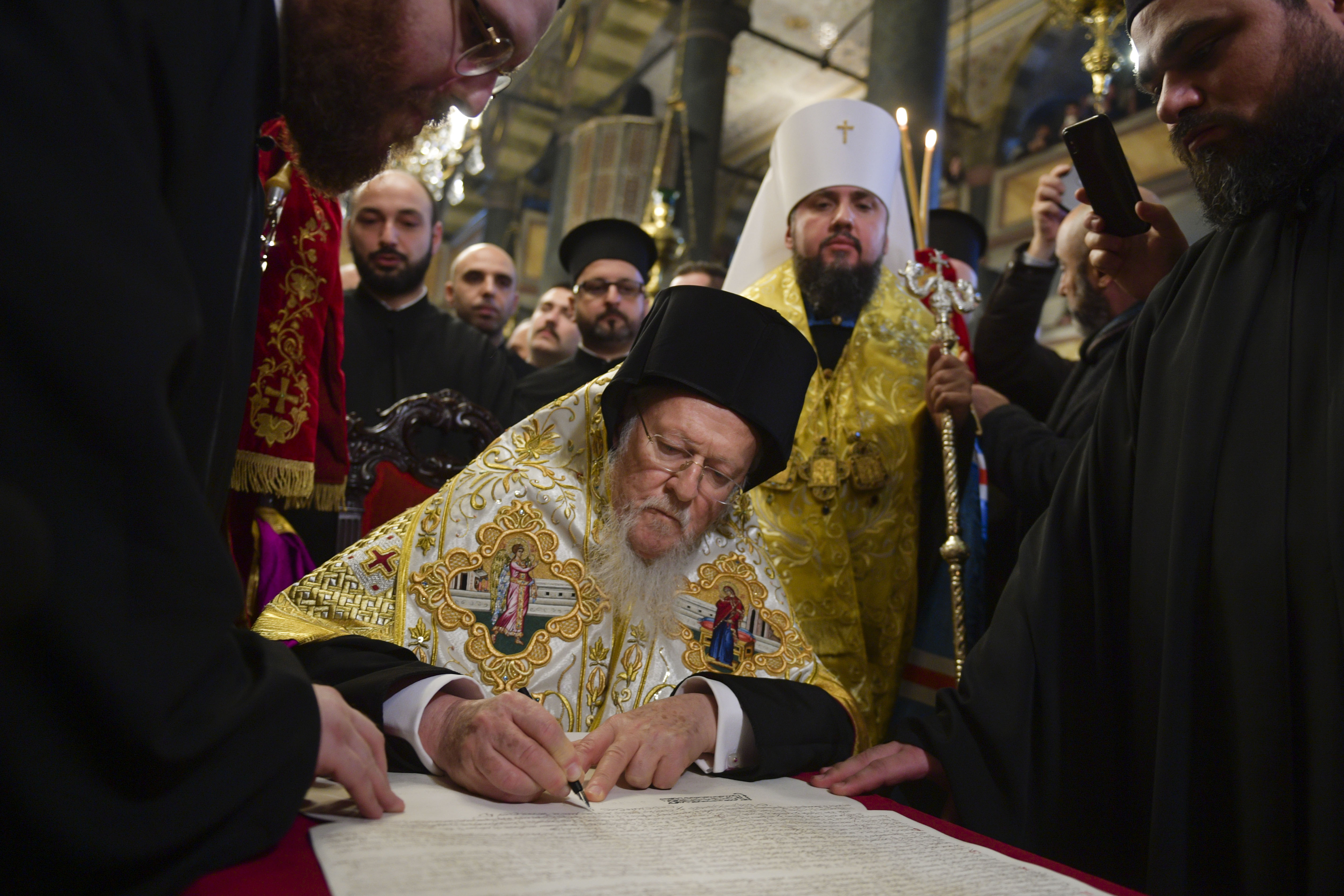
Thượng phụ Bartholomew ký tomos với Epiphanius Đô thành Kiev (với một klobuk màu trắng phía sau ông

Vào ngày 11 tháng 10 năm 2018, Thượng hội đồng của Thượng phụ Đại kết tuyên bố rằng họ sẽ "tiến hành trao quyền tự quản cho Giáo hội Ukraina", làm cho giáo hội này độc lập với Giáo hội Chính thống Nga. Quyết định này đã khiến Thượng hội đồng thánh của Giáo hội Chính thống Nga cắt đứt sự hiệp thông với Thượng phụ Đại kết vào ngày 15 tháng 10 năm 2018, đánh dấu sự khởi đầu của cuộc ly giáo giữa Moskva và Constantinopolis. Vào ngày 15 tháng 12 năm 2018, Giáo hội Chính thống giáo Ukraina được thành lập sau một hội đồng thống nhất. Vào ngày 5 tháng 1 năm 2019, Batôlômêô I của Constantinopolis, Thượng phụ Đại kết của Constantinople, đã ký kết sắc chỉ tomos chính thức công nhận và trao quyền tự chủ hay tự quản độc lập (autocephaly) cho Giáo hội Chính thống mới thành lập của Ukraina.

## Bối cảnh
Thượng phụ đại kết của Constantinopolis tuyên bố là nhà lãnh đạo đứng đầu và đại diện quốc tế của Giáo hội Chính thống Đông phương. Về mặt địa lý, Giáo hội được chia thành nhiều giáo hội địa phương có tính độc lập lớn, và có lãnh đạo riêng (Thượng phụ, Tổng giám mục, hoặc Đô thành trưởng).
Ngay sau khi Ukraine giành được độc lập, một số tổng thống của nước này đã yêu cầu Thượng phụ Đại kết trao cho Ukraina một giáo hội tách biệt với Tòa Thượng phụ Moskva.